# Franklin Kopitzsch
Franklin Kopitzsch (né le 11 septembre 1947 à Neustadt an der Orla) est un historien allemand et ancien député du Parlement de Hambourg.

## Biographie
Franklin Kopitzsch, né en Thuringe, vit à Hambourg depuis 1956 et est membre du SPD depuis 1965. Après des études d'histoire médiévale et moderne, de sciences politiques et de littérature à Hambourg, il travaille de 1983 à 1992 comme employé d'un éditeur, puis comme assistant de recherche au bureau d'histoire de l'université de Hambourg. En 1978 , Kopitzsch reçoit son doctorat. Il passe son habilitation en 1993. De 1998 à 2003, il est professeur d'histoire moderne à l'Université de Brême. De 2003 jusqu'à sa retraite en 2013, il est professeur d'histoire sociale et économique au département d'histoire de l'université de Hambourg (de), spécialisé dans l'histoire régionale de l'Allemagne du Nord. Il dirige également le Bureau d'histoire de Hambourg et siège au conseil d' administration de l'Association d'histoire de Hambourg (de) depuis 1997.
De 1991 à 2001, il est membre du Parlement de Hambourg. Il est porte-parole de la culture pour son groupe. Kopitzsch est actif au sein du comité de la culture, du comité des sciences et de la recherche et du comité juridique. Son frère cadet de deux ans, Wolfgang Kopitzsch (de), également historien, est président de la police de Hambourg du 18 janvier 2012 au 30 avril 2014.
Kopitzsch travaille sur l'histoire du début de la période moderne, les XIXe et XXe siècles, histoire urbaine et régionale et histoire littéraire du XVIIIe siècle. Kopitzsch apporte des contributions pertinentes aux Lumières de Hambourg, en particulier aux travaux de Gotthold Ephraim Lessing. Il présente un rapport très acclamé sur l'état et les tâches de la recherche sur les Lumières. Il livre également des travaux sur l'histoire urbaine et régionale comparée de l'Allemagne du Nord. Kopitzsch reçoit la célèbre médaille Lappenberg (de) de l'Association pour l'histoire de Hambourg. Avec Daniel Tilgner, il est l'éditeur du Lexique de Hambourg et avec Dirk Brietzke (de), il est l'éditeur de la Hamburgische Biografie en plusieurs volumes. Le premier volume de la biographie de Hambourg est publié en 2001. Dans ce document, 77 auteurs scientifiquement reconnus ont écrit 325 articles sur des personnes de tous les domaines de la vie publique qui sont nées ou sont décédées à Hambourg ou y ont travaillé. En 2018, Kopitzsch reçoit la plaque Salomon-Heine (de).

## Travaux (sélection)
monographies
- Grundzüge einer Sozialgeschichte der Aufklärung in Hamburg und Altona (= Beiträge zur Geschichte Hamburgs. Band 21). 2., ergänzte Auflage. Verlag Verein für Hamburger Geschichte, Hamburg 1990,  (ISBN 3-7672-0790-7).

rédactions
- mit Vanessa Hirsch, Hans-Jörg Czech (de): 350 Jahre Altona. Von der Verleihung der Stadtrechte bis zur Neuen Mitte (1664–2014). Sandstein, Dresden 2015,  (ISBN 978-3-95498-171-7).
- mit Dirk Brietzke, Rainer Nicolaysen (de):  Das Akademische Gymnasium. Bildung und Wissenschaft in Hamburg 1613 bis 1883 (= Hamburger Beiträge zur Wissenschaftsgeschichte. Band 23). Reimer, Berlin u. a. 2013,  (ISBN 978-3-496-02865-9).
- Erziehungs- und Bildungsgeschichte Schleswig-Holsteins von der Aufklärung bis zum Kaiserreich. Theorie, Fallstudien, Quellenkunde, Bibliographie (= Studien zur Wirtschafts- und Sozialgeschichte Schleswig-Holsteins. Band 2). Wachholtz, Neumünster 1981,  (ISBN 3-529-02902-5).
- Aufklärung, Absolutismus und Bürgertum in Deutschland. 12 Aufsätze. Nymphenburger Verlagsanstalt, München 1976,  (ISBN 3-485-03224-7).